# Коста да Силва, Оскарино
Оскарино Коста да Силва (порт.-браз. Oscarino Costa da Silva; 17 января 1907, Нитерой, Рио-де-Жанейро — 16 сентября 1990, Рио-де-Жанейро) — бразильский футболист, защитник и полузащитник. Участник первого чемпионата мира по футболу.

## Карьера
Оскарино родился в портовом городе Нитерой, что на юго-востоке штата Рио-де-Жанейро. Там же он и начал играть за местную команду «Ипиранга», в которой прошёл все ступени, от юниорской, до первой команды и вызова в сборную. Он был в числе вызванных на первый чемпионат мира игроков в составе сборной Бразилии, но не сыграл там ни одного матча. Удачно отыграв в «Ипиранге», он приглянулся столичной команде «Америка», куда он перешёл в начале 1932 года и провёл там три года. В 1935 году, выиграв чемпионат Рио-де-Жанейро, он перешёл в «Васко да Гаму», где выиграл свой второй чемпионский титул. Оскарино отыграл за клуб 4 года. Закончил он карьеру в «Сан-Кристоване».

## Международная статистика
| Матчи Оскарино за сборную Бразилии | Матчи Оскарино за сборную Бразилии | Матчи Оскарино за сборную Бразилии | Матчи Оскарино за сборную Бразилии | Матчи Оскарино за сборную Бразилии | Матчи Оскарино за сборную Бразилии | Матчи Оскарино за сборную Бразилии |
| ---------------------------------- | ---------------------------------- | ---------------------------------- | ---------------------------------- | ---------------------------------- | ---------------------------------- | ---------------------------------- |
| №                                  | Дата                               | Место проведения                   | Оппонент                           | Счёт                               | Голы                               | Турнир                             |
| 1                                  | 17 августа 1930                    | Рио-де-Жанейро                     | США                                | 4:3                                | —                                  | Товарищеский матч                  |
| 2                                  | 27 ноября 1932                     | Рио-де-Жанейро                     | Андарахи                           | 7:2                                | —                                  | Товарищеский матч                  |
| 3                                  | 8 декабря 1932                     | Монтевидео                         | Пеньяроль                          | 1:0                                | —                                  | Товарищеский матч                  |

## Достижения
- Чемпион штата Рио-де-Жанейро: 1935, 1936